# Salvatore Fiume
Salvatore Fiume, né le 23 octobre 1915 et mort le 3 juin 1997, est un peintre italien, sculpteur, architecte, écrivain et créateur de scène. Ses œuvres sont conservées dans de nombreux musées tels que les Musées du Vatican, l'Ermitage de Saint-Pétersbourg, le Musée d'Art Moderne de la Ville de New York, le Musée Pouchkine de Moscou ou la Galleria d'arte moderna de Milan.

## Biographie
Salvatore Fiume est né à Comiso en Sicile en 1915. À l'âge de seize ans il gagne une bourse pour étudier à l'Institut Royal pour l'Illustration du Livre à Urbino. Il y apprend les techniques de l'impression de la gravure à la lithographie. Il termine ses études à l'âge de 21 ans et s'installe à Milan. Là, il entre en contact avec des intellectuels et des artistes tels que Salvatore Quasimodo, Dino Buzzati et Raffaele Carrieri.
En 1938, Fiume déménage à Ivrée, où il devient directeur artistique de la Tecnica e organizzazione (Technique et Organisation), un magazine culturel parrainé et supervisé par Adriano Olivetti . En même temps, il écrit sa première œuvre littéraire, le roman Viva Gioconda! (Vive la Joconde!), publié à Milan en 1943 par l'éditeur Bianchi-Giovini.
En 1946, il quitte Ivrée pour s'installer dans un moulin à soie du XIXe siècle à Canzo, non loin de la ville de Côme.
En 1949, il organise sa première exposition officielle, qui comprend Isole di statue et Città di statue, à la Galleria Borromini à Milan, l'année suivante il est invité à la Biennale de Venise pour exposer son triptyque Isola di statue (L'île des statues).
Salvatore Fiume s'intéresse à la peinture de la Renaissance, en particulier celle de Piero della Francesca et de Paolo Uccello.
En 1950, l'architecte Gio Ponti l'invite à créer une toile de 48 × 3 m intitulée La leggenda d'Italia, installé dans le hall du paquebot Andrea Doria. En 1949, il travaille sur un cycle de dix grandes peintures, commandées par l'industriel Bruno Buitoni. Intitulées Le avventure, le sventure e le glorie dell'antica Perugia qu'il termine en 1952.
En 1953, les magazines de New York Life et Time lui commandent des œuvres illustrant une histoire imaginaire, se déroulant à Manhattan et dans la baie de New York.
En 1973, l'artiste se rend dans la vallée Babile en Éthiopie, en collaboration avec le photographe Walter Mori, où il peint un groupe de rochers avec des peintures anticorrosion. Un modèle à grande échelle d'une partie de ces rochers a été faite par Fiume pour la grande exposition anthologique de 1974 au Palais royal de Milan. Lors de cet événement, la Gioconda Africana, conservée aux Musées du Vatican.
Entre 1975 et 1977, sur invitation du village calabrais de Fiumefreddo Bruzio, Salvatore Fiume expose quelques-unes de ses œuvres dans le centre historique. Il peint également plusieurs murs de l'ancien château et la coupole de la chapelle de San Rocco. Plusieurs expositions se succèdent : en 1985 au château Saint-Ange de Rome ; en 1987, l'exposition De Architectura Pingendi exposition au Sporting d'Hiver de Monte-Carlo ; en 1991, à la Mostra internazionale di architettura à Milan, Palazzo delle Esposizioni ; en 1992, à la villa Médicis à Rome.
Salvatore Fiume a aussi travaillé comme responsable des décors et costumes au Teatro alla Scala de Milan de 1950 à 1960, au Teatro dell'opera de Rome et au Teatro Massimo de Palerme. Il a également publié plusieurs romans et nouvelles, ainsi qu'une comédie, une tragédie, et deux recueils de poèmes. Pagine libere (Pages libres), publié trois ans avant sa mort, présente des commentaires personnels sur la vie et l'art. En 1988, son activité en tant que narrateur, poète et dramaturge lui vaut un doctorat honorifique en Lettres Modernes de l'Université de Palerme.
Salvatore Fiume a vécu à Canzo jusqu'à sa mort dans un hôpital de Milan le 3 juin 1997.

## Publications
- W Gioconda! (1943)
- I sogni di Luisa (1983)
- Tragedie Drammi Commedie (1990)
- Scrivo a te donna (1983)
- Pagine libere (1993)
- I miserabili (1994)
- La risata del fauno, (1995)
- Lettere clandestine (1996)
- Antico il a (1996)